# Gai Aquil·li Gal
Gai Aquil·li Gal (en llatí Caius Aquillius Gallus) era un destacat jurista romà de finals de la República.
Nascut en una noble família plebea, la gens Aquíl·lia, va estudiar sota Quint Muci Escevola el pontífex màxim, que era el més gran jurista del seu temps. De tots els alumnes d'Escevola va ser ell qui va tenir la màxima autoritat, i sense orgull, era accessible i disposat a donar consells. Alguns deixebles de Muci Escevola potser van tenir una reputació igual o millor que la d'Aquil·li gal, com ara Lluci Lucili Balb, Gai Papiri o Gai Juvenci, però no van exercir tanta influència com ell en l'evolució del dret.
Va ser equites i senador. Va adquirir bona reputació com a jutge i l'any 81 aC ja presidia tribunals i uns anys després va ser un dels jutges en el judici d'Aule Cecina. L'any 67 aC va ser elegit pretor junt amb Ciceró, i va presidir les qüestions d'ambitus, mentre la jurisdicció dels casos de pecuniis repetundis correspongué a Ciceró. Mai va aspirar al consolat, ja que era prudent i sense ambicions, o millor dit, la seva ambició estava satisfeta amb la sobirania judicial que exercia. A més temia per la seva salut si exercia càrrecs que li portessin molta feina.
Es coneix poc de la seva vida privada. Plini diu irònicament que era més conegut per la magnífica mansió que tenia al Viminal que pel seu coneixement del Dret Civil. En aquesta mansió, la més excel·lent de tota Roma, rebia els seus amics, i Plini menciona un banquet amb el seu íntim amic Tit Quint Escapula. En una carta dirigida a Servi Sulpici, escrita l'any 46 aC, Ciceró parla d'un Gallus, amic i familiar de Servi, que va perdre un fill prometedor i va sofrir el dol amb dignitat. Però encara que el jurista Aquil·li Gal era amic i preceptor de Servi Sulpici, sembla que Ciceró no parlava d'aquest Gai Aquil·li Gal, sinó una altra persona. L'any 44 aC es parla d'ell en temps passat, perquè segurament ja era mort.
Va publicar diverses "definicions" jurídiques i va establir precedents a partir de les seves sentències. No va ser aquest jurista qui va proposar la Lex Aquillia, que és anterior al seu temps.